# National People’s Power (Sri Lanka)
Die National People’s Power (NPP, „Nationale Volksmacht“) oder Jathika Jana Balawegaya (JJB, singhalesisch தேசிய மக்கள் சக்தி) ist ein sozialistisches politisches Bündnis in Sri Lanka unter Führung der Janatha Vimukthi Peramuna. Sie wurde 2019 gegründet. 
Die NPP besteht aus 21 politischen Parteien und anderen Organisationen und tritt bei den Wahlen in Sri Lanka mit dem Kompass-Symbol an. Sri Lankas Präsident Anura Kumara Dissanayake ist der aktuelle Vorsitzende des Wahlbündnisses und Nihal Abeysinghe ist der Generalsekretär.

## Geschichte
Das sri-lankische Wahlsystem zur Parlamentswahl begünstigt sehr stark große Parteien. Daher gehen kleinere Parteien, um überhaupt eine Chance zu haben, einen Abgeordneten ins Parlament zu bringen, meist Listenverbindungen mit großen Parteien ein. Vor diesem Hintergrund wurde die NPP von den Mitgliedern der linksgerichteten Janatha Vimukthi Peramuna und mehr als 20 anderen Parteien, Gewerkschaften, Frauenrechtsgruppen und Jugendorganisationen sowie Mitgliedern ethnischer Gemeinschaften Sri Lankas gegründet.
Bei den Parlamentswahlen 2020 strebte die NPP an, die regierende Sri Lanka Podujana Peramuna abzulösen und die Mehrheit der Sitze im Parlament zu gewinnen, doch die SLPP errang einen erdrutschartigen Wahlsieg als Regierungspartei, während die Samagi Jana Balawegaya zur wichtigsten Oppositionspartei wurde. Die NPP erhielt nur 3 Sitze und wurde drittstärkste Partei im Parlament. Dissanayake sagte später in einer Rede, dass er mit dem Sieg der SLPP und der Niederlage der NPP nicht zufrieden sei. Als die 20. Änderung der Verfassung Sri Lankas angekündigt wurde, protestierte die NPP dagegen.
Während der Proteste in Sri Lanka im Jahr 2022 erfuhr die NPP inmitten der Unzufriedenheit mit dem amtierenden politischen Establishment und der Wirtschaftskrise einen starken Anstieg der Unterstützung in der Bevölkerung. Bei der ersten Auszählung der Präsidentschaftswahlen 2024 erhielt der Präsidentschaftskandidat der NPP, Anura Kumara Dissanayake, mit 42,31 % der Stimmen die Mehrheit. Nach Abschluss der zweiten Auszählungsrunde wurde Dissanayake mit 55,89 % der Stimmen zum Sieger erklärt. Am folgenden Tag bildete Dissanayake eine aus nur drei Personen bestehende Übergangsregierung der NPP.

## Mitglieder
Die NPP setzt sich aus 21 Gruppen zusammen (Stand 2024):
- Janatha Vimukthi Peramuna
- Aluth Parapura
- Ethera Api
- Public Servants for Public Service (PSPS, „Öffentliche Bedienstete für den öffentlichen Dienst“)
- National Bhikkhu Front
- National Trade Union Centre (Nationales Gewerkschaftszentrum)
- Kommunistische Partei Sri Lankas (Alternative Gruppe)
- Ärzte für soziale Gerechtigkeit
- Samabhimani Kollektiv
- United Left Power („Vereinigte Linke Kraft“)
- Inter Company Employees’ Union
- 71 Sahodrathwa Sansadaya („Brüderschaft der 71“)
- Aluth Piyapath
- Mass Guiding Artists
- Janodanaya
- Nationale Organisation der Intellektuellen
- Dabindu Collektive
- University Teachers for Social Justice („Universitätslehrer für soziale Gerechtigkeit“)
- Progressive Women’s Collective („Progressives Frauenkollektiv“)
- Husmata Husmak
- All Ceylon Estate Workers’ Union

## Ideologie
Die NPP ist ideologisch links-populistisch und auf die Arbeiterklasse ausgerichtet und wird von der Janatha Vimukthi Peramuna, der wichtigsten kommunistischen Partei Sri Lankas, angeführt. Die NPP setzt sich für ein Wirtschaftsmodell für Sri Lanka ein, das auf sozialistischen Grundsätzen beruht, und betrachtet sowohl den Neoliberalismus als auch den „klassischen Sozialismus“ als gescheitert. Die NPP spricht sich gegen eine übermäßige Privatisierung aus, und befürwortet die Beibehaltung der führenden Rolle des Staates im Energiebereich, auf den Finanzmärkten und in Sektoren, die in direktem Zusammenhang mit der nationalen Sicherheit stehen, während sie die Beteiligung an profitorientierten Unternehmen begrenzen will.